# برايان وارد
برايان وارد (28 فبراير 1944 بتشيلمسفورد في المملكة المتحدة - ) (بالإسبانية: Brian Ward)‏ هو لاعب كريكت أرجنتيني. لعب مع نادي مقاطعة ساسكس للكريكت ‏.

## وصلات خارجية
- برايان وارد على موقع إي آس بي آن كريك إنفو (الإنجليزية)